# دييغو أورلاندو سواريز
دييغو أورلاندو سواريز (بالإسبانية: Diego Orlando Suárez) (7 أكتوبر 1992 في بوليفيا - ) هو لاعب كرة قدم بوليفي في مركز الوسط. شارك مع منتخب بوليفيا تحت 17 سنة لكرة القدم ومنتخب بوليفيا تحت 20 سنة لكرة القدم. أما مع النوادي، فقد لعب مع دينامو كييف وFC Dynamo-2 Kyiv ‏ وFC Dynamo Kyiv Reserves and Youth Team ‏ ونادي بلومينغ.

## وصلات خارجية
- دييغو أورلاندو سواريز على موقع اتحاد أوكرانيا (الإنجليزية)
- دييغو أورلاندو سواريز على موقع قاعدة بيانات كرة القدم.إي يو (الإنجليزية)
- دييغو أورلاندو سواريز على موقع Soccerway.com (الإنجليزية)
- دييغو أورلاندو سواريز على موقع عالم كرة القدم.نت (الإنجليزية)